# コケワタガモ
コケワタガモ（小毛綿鴨、学名：Polysticta stelleri）は、カモ目カモ科コケワタガモ属に分類される鳥類の一種。本種のみでコケワタガモ属を構成する。

## 分布
アメリカ合衆国（アラスカ州）、日本（北海道東部）、ロシア東部
夏季にアラスカ北部やシベリア北東部で繁殖し、冬季になるとカムチャッカ半島、アリューシャン列島や千島列島などで越冬する。日本では北海道東部に越冬のため少数飛来する冬鳥である。

## 形態
全長43-47センチメートル。翼開張70-76センチメートル。次列風切（翼鏡）は青紫色や濃青色で、先端は白く静止時には筋模様に見える。
嘴や後肢の色彩は黒や灰黒色、青灰色。
オスは雨覆の色彩が白い。オスの繁殖羽は頭部の羽衣が白く、眼先や後頭に淡緑色の斑紋が入る。眼の周囲や喉から頸部、体上面の羽衣、尾羽や尾羽基部を被う羽毛（上尾筒、下尾筒）の色彩は黒や青黒色。体下面の羽衣は赤褐色や橙褐色で、胸部側面に黒い斑紋が入る。メスやオスの非繁殖羽（エクリプス）は全身の羽衣が黒褐色で、眼の周囲が淡褐色。

## 生態
繁殖期は河川や湖沼、ツンドラにある沼地などに生息し、非繁殖期は岩礁海岸に生息する。
食性は雑食で、軟体動物、昆虫などを食べる。
繁殖形態は卵生。水辺の地表にメスが巣をつくる。メスのみが抱卵する。

## 人間との関係
乱獲により生息数が激減した。1970年代前期における生息数は500,000羽と推定されている。

## 画像

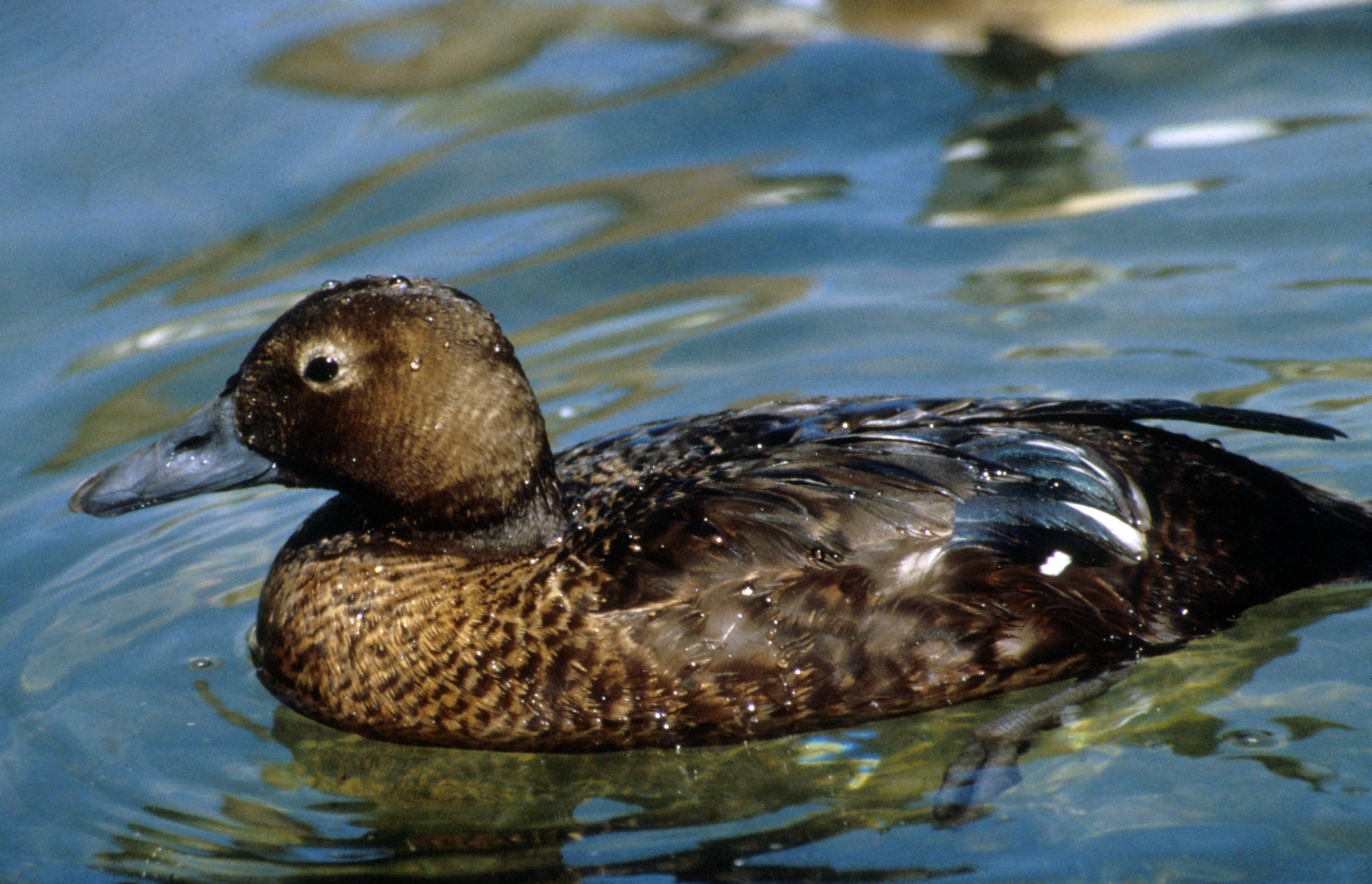
メス